# Паркинсон, Ричард Брюс
Ричард Брюс Паркинсон (Richard Bruce Parkinson; род. 25 мая 1963, Teesdale, Дарем, Англия) — британский египтолог, специалист по древнеегипетской поэзии классической эпохи (1940—1640 гг. до н. э.). Доктор, с 2013 года Professor of Egyptology (Oxford).
Директор Griffith Institute.
Также фелло (по египтологии) Куинз-колледжа. Прежде 23 года являлся куратором египетского отдела в Британском музее.
Родился в семье учителей, единственный ребенок.
Вырос в Дареме (Англия). Учился в Barnard Castle School, затем изучал египтологию в Куинз-колледже (окончил его в 1985 году). После доктората — на степень DPhil, и преподавания в Oriental Institute, Oxford, провел два года именным младшим исследовательским фелло (Lady Wallis Budge Junior Research Fellow) в оксфордском Университетском колледже (1990-91). Затем на протяжении 23 лет куратор египетского отдела в Британском музее. В 2013 году возвратился в Куинз-колледж.
Открытый гей, есть супруг Тим.
Автор многих работ, в том числе «A Little Gay History» (2013), которую посвятил своему супругу.